# Юхары-Оратаг
Юхары-Оратаг (азерб. Yuxarı Oratağ) — село в Гызылгаинском сельском административно-территориальном округе Агдеринского района Азербайджана.

## Этимология
Согласно Энциклопедическому словарю топонимов Азербайджана, древним названием села является Оратаг, но после заселения туда армянских семей, переселившихся из Ирана в 20-х годах XIX века, в результате формирования одноимённого пункта (Неркин Оратаг — «нижний» Оратаг), это село было названо Верин (по-армянски — «верхний») Оратаг. Согласно источнику, второй компонент этого топонима образовано от компонентов «ур» (островерхий, выпуклый) и «таг» (гора, холм, высота) древнетюркских языков и означает «островерхий холм». Решением Милли Меджлиса Азербайджанской Республики от 29 декабря 1992 года село Верин Оратаг было переименовано в Юхары-Оратаг, а село Неркин Оратаг было переименовано в Ашагы-Оратаг.

## География
Село Юхары-Оратаг входит в состав Гызылгаинского сельского административно-территориального округа Агдеринского района, при этом в состав этого сельского административно-территориального округа входит также и село Гызылгая, которое является центром этого сельского административно-территориального округа.
Село расположено в предгорной территории.

## История
В советский период на 1 января 1977 года село называлось Верин Оратаг (азерб. Verin Oratağ) и входило в состав Арутюнагомерского сельсовета Мардакертского района Нагорно-Карабахской автономной области (НКАО) Азербайджанской ССР.
2 сентября 1991 года на совместной сессии Нагорно-Карабахского областного и Шаумяновского районного Советов народных депутатов была принята Декларация о провозглашении Нагорно-Карабахской Республики (НКР) в границах НКАО и сопредельного Шаумяновского района Азербайджанской ССР. 26 ноября 1991 года Верховный Совет Азербайджанский Республики принял закон об упразднении НКАО, предусматривающий в том числе и переименование Мардакертского района в Агдеринский.
В связи с Карабахским конфликтом Агдеринский район во время Первой карабахской войны оказался в зоне боевых действий. В ходе летнего наступления 1992 года азербайджанские войска восстановили контроль над большей частью Агдеринского района. Утром 4 июля 1992 года Азербайджан восстановил контроль над городом Агдере. Утром 2 сентября частями 1-го МСБ 123-го МСП начались бои за возвращение села под контроль Азербайджана. В ходе боёв погиб командир 1-го МСБ Хосров Ахмедов, однако двухдневная операция завершилась в пользу Азербайджана.
Решением Милли Меджлиса Азербайджанской Республики от 13 октября 1992 года, Агдеринский район был ликвидирован, а село было передано в состав Кельбаджарского района. Решением же Милли Меджлиса Азербайджанской Республики от 29 декабря 1992 года село было переименовано в Юхары-Оратаг, а село Арутюнагомер было переименовано в Гызылгая.
В результате наступления армянским войскам к 25 февраля 1993 года удалось занять территорию почти всего на тот момент бывшего Агдеринского района. 27 июня, а по другим данным — 7 июля 1993 года армянские вооружённые формирования заняли город Агдере, в течение того же года — ряд окрестных сёл, в том числе Юхары-Оратаг. Таким образом, село попало под контроль непризнанной НКР, согласно административно-территориальному делению которой входило в состав Мартакертского района НКР и называлось Верин Оратаг.
Во время военных столкновений в августе 2022 года азербайджанской армией был нанесён удар с воздуха по расположенной в Юхары-Оратаге воинской части, в результате чего, согласно азербайджанским источникам, была уничтожена и ранена живая сила армянских вооружённых формирований, уничтожены несколько гаубиц Д-30, военные транспортные средства и большое количество боеприпасов. По сообщению Министерство Обороны Азербайджана, это было частью операции «Возмездие», проведённой в ответ на обстрел армянскими вооружёнными формированиями позиций азербайджанской армии в направлении Лачынского района, в ходе которого погиб азербайджанский военнослужащий, а также в ответ на предпринятую попытку армянских вооруженных формирований захватить высоту Гырхгыз (расположена на горном хребте, охватывающем территорию Кельбаджарского и Лачинского районов) и соорудить там новые боевые позиции. В рамках этой операции подразделения азербайджанской армии также взяли под контроль высоты Гырхгыз, Сарыбаба и ряд других важных высот вдоль Карабахского хребта.
По итогам боевых действий в сентябре 2023 года Азербайджан восстановил свой контроль над селом и над всей территорией на тот момент бывшего Агдеринского района.
27 декабря 2023 года Агдеринский район был восстановлен в прежних границах, и Гызылгаинский сельский административно-территориальный округ вместе с входящим в него селом Юхары-Оратаг вошёл в состав этого района. В настоящее время село Юхары-Оратаг входит в состав Гызылгаинского сельского административно-территориального округа Агдеринского района Азербайджана.